# 12 de març
El 12 de març és el setanta-unè dia de l'any del calendari gregorià i el setanta-dosè en els anys de traspàs. Queden 294 dies per finalitzar l'any.

## Esdeveniments
Països Catalans
- 1921 - Vallvidrera: S'inauguren les Escoles Vil·la Joana, escoles municipals d'educació especial.[1]
- 1965 - Catalunya: arran de les declaracions que feu a Le Monde el 14 de novembre de 1963, en què defensava la identitat nacional catalana, les autoritats franquistes expulsen l'abat Escarré de l'estat espanyol, el qual s'exilia a Milà.
- 2008 - València: La justícia valenciana torna a denegar a la Generalitat Valenciana el tancament d'un reemissor de TV3 al País Valencià

Resta del món
- 538 - Roma, Regne Ostrogot: Vitigès alça el setge de Roma durant la guerra gòtica.
- 1088 - Roma, Estats Pontificis: Urbà II esdevé papa de Roma.
- 1144 - Roma, Estats Pontificis: Luci II esdevé papa de Roma.
- 1354 - Alcanyís, Baix Aragó (Terol): Pere IV d'Aragó funda la Universitat Sertoriana d'Osca.
- 1622 - Ciutat del Vaticà: Ignasi de Loiola, fundador de l'ordre dels Jesuïtes, és canonitzat sant per l'Església Catòlica.
- 1894 - Vicksburg, Mississipi (Estats Units): Es venen, per primera vegada, ampolles de Coca-Cola.
- 1913 - Austràlia: Canberra esdevé capital d'Austràlia.
- 1918 - Rússia: Moscou esdevé la capital de l'imperi, després que Sant Petersburg ho hagi estat durant 215 anys.
- 1930 - Índia: Mahatma Gandhi condueix la Marxa de la Sal, de prop de 300 km, per donar exemple d'insubmissió al monopoli de la sal, que s'havia atorgat el govern britànic.[2]
- 1938 - Àustria: es produeix l'Anschluss, l'annexió d'Àustria al Tercer Reich pel règim nazi.
- 1940 - Moscou, Unió Soviètica: Signatura del Tractat de Moscou entre Finlàndia i la Unió Soviètica que marca la fi de la Guerra d'Hivern.[3]
- 1941 - Guerra d'hivern: Finlàndia i la Unió Soviètica signen l'armistici en la guerra que els va enfrontar entre el 1939 i el 1940, pel qual la primera conserva la independència, tot i perdre l'istme de Carèlia i altres territoris septentrionals, d'on són evacuats immediatament la població.
- 1968 - L'illa Maurici s'independitza de l'Imperi Britànic.
- 1986 - Espanya: Se celebra el referèndum sobre la permanència a l'OTAN, amb victòria del sí.
- 1994 - Londres, Gran Bretanya: L'Església Anglicana ordena la primera dona sacerdot.[4]
- 1999 - Polònia, Hongria i la República Txeca, antics membres del Pacte de Varsòvia, es converteixen en membres de l'OTAN.
- 2000 - Espanya: El Partit Popular guanya les eleccions a les corts generals per majoria absoluta.
- 2011 – Fukushima, Japó: un reactor de la central nuclear de Fukushima es fon i explota, alliberant grans quantitats de radioactivitat a l'atmosfera, després del terratrèmol de Sendai.

## Naixements
Països Catalans
- 1875 - Sant Feliu de Guíxols, l'Empordà: Juli Garreta i Arboix, compositor de sardanes.
- 1895 - Molins de Rei, Baix Llobregat: Francesc Civil i Castellví, compositor, organista, pianista i escriptor català (m. 1990).
- 1898 - València: Amparo Iturbi Báguena, pianista valenciana (m. 1969).[5]
- 1915 - Gironella: Lluís Maria Saumells i Panadés, pintor, dibuixant i escultor
- 1919 - València: Vicent Badia i Marín, advocat, articulista, cronista i escriptor valencià.
- 1957 - Sant Pere Pescador, Alt Empordà, Rosa Font i Massot, escriptora catalana.[6]
- 1971 - Madrid: Raül Romeva i Rueda, polític català.

Resta del món
- 1776, Chevening, Kent: Hester Stanhope, aristòcrata anglesa, viatgera i exploradora.[7]
- 1812, Clapham, Regne Unit: Joseph Prestwich, geòleg i empresari britànic.[8]
- 1825, Stolzenberg, prop de Stettin, Prússia: August Manns, director musical.
- 1863, Pescara (Itàlia): Gabriele d'Annunzio, novel·lista, poeta i dramaturg italià (m. 1938).[2]
- 1878, Capannori, Lucca, Gemma Galgani, mística venerada com a santa per l'Església catòlica (m. 1903).[9]
- 1890, Kíev, Ucraïna, Imperi Rus: Vàtslav Nijinski, ballarí i coreògraf rus, pare de la dansa moderna.
- 1891, Toló: Andrée Turcy, actriu i cantant francesa.[10]
- 1904, Orenburg (Rússia): Liudmila Kéldix, matemàtica soviètica coneguda per la teoria de conjunts i la topologia geomètrica (m. 1976).[11]
- 1918, Nova York: Elaine de Kooning, (m. 1989), pintora estatunidenca expressionista abstracta i crítica d'art (m. 1989).[12]
- 1919, Madrid (Espanya): Miguel Gila, humorista i escriptor (m. 2001).
- 1920, París: Françoise d'Eaubonne, escriptora i feminista francesa que encunyà el terme ecofeminisme (m. 2005).[13]
- 1921, Torí, Regne d'Itàlia: Gianni Agnelli, empresari italià, patriarca del grup FIAT.
- 1922, Lowell (Massachusetts), EUA: Jack Kerouac, novel·lista i poeta estatunidenc, membre de la generació beat (m. 1969)[14]
- 1925:
  - Osaka, Japó: Leo Esaki, físic japonès, Premi Nobel de Física de l'any 1973.[15]
  - Roubaix, Nord, (França): Georges Delerue, compositor i director musical de cinema, autor de la música d'unes 350 pel·lícules i guanyador l'any 1979 de l'Oscar a la millor banda sonora per A Little Romance. (m. 1992)[16]
- 1927:
  - Würzburg, República de Weimar: Elmar Zeitler, físic alemany que ha centrat les seves activitats científiques en l'aplicació de la microscòpia electrònica.
  - Chascomús (Argentina): Raúl Ricardo Alfonsín, advocat i polític argentí, President de la Nació Argentina entre 1983 i 1989 (m. 2009)[2]
- 1928: Washington DC (EUA): Edward Albee, dramaturg estatunidenc.(m. 2016).[14]
- 1933, Bethel Park, Pennsilvània: Barbara Feldon, actriu nord-americana, coneguda pel seu paper a El Superagent 86.[17]
- 1939, Washington D. C.: Jude Milhon –Saint Jude–, hacker i activista feminista (m. 2003).[18]
- 1946, Los Angeles, Califòrnia, Estats Units: Liza Minnelli, actriu i cantant estatunidenca.[19]
- 1953, Mitrovicë, Iugoslàvia: Avni Spahiu, diplomàtic i periodista kosovar.
- 1955: 
  - Nyamugali, Ruhengeri, Ruanda: Gaspard Musabyimana, escriptor ruandès resident a Bèlgica.
  - Suzhou, Anhui (Xina): Wang Yang, polític xinès, un dels quatre vice-Primers Ministres del Govern xinès (2017-)[20]

- 1956, Hattingen, Rin del Nord-Westfàlia: Jost Gippert, lingüista, investigador i professor de lingüística comparativa alemany.
- 1989, Alcanyís: Silvia Meseguer Bellido, jugadora de futbol, centrecampista.[21]

## Necrològiques
Països Catalans
- 1698 - València: Vicent Guilló Barceló, pintor del barroc valencià (n. 1647).
- 1984 - Reus: Antònia Abelló Filella, activista política, periodista republicana i feminista, pianista i escriptora (n. 1913).[22]
- 1997 - Esplugues de Llobregat, Baix Llobregat: Angelina Alòs i Tormo, ceramista catalana (n. 1917).[23]
- 2008 - monestir de Montserrat, el Bages: Cassià Maria Just i Riba, clergue catòlic català, abat de Montserrat (1966 -1989).
- 2023 - Vic: Jaume Medina i Casanovas, filòleg, llatinista, escriptor, traductor i poeta català (n. 1949).

Resta del món
- 1507 - Viana, Navarra: Cèsar Borja, fill del cardenal Roderic de Borja, militar, arquebisbe de València i cardenal (n. 1475). Fou l'inspirador de l'obra de Maquiavel El príncep.
- 1648 - Almazán, Espanya: Tirso de Molina, escriptor espanyol del Barroc.
- 1872 - Nanjing, Xina: Zeng Guofan, polític, militar i escriptor xinès (n. 1811).[24]
- 1875 - Karlovac, Croàcia: Dragojla Jarnević, educadora i escriptora, una de les fundadores de la prosa croata (n. 1812).[25]
- 1908 - Romaː Clara Novello, soprano que es prodigà tant en l'òpera com en l'oratori i l'escenari de concerts (n. 1818).[26]
- 1916 - Viena: Marie von Ebner-Eschenbach, escriptora austríaca del Realisme (n. 1830).[27]
- 1925 - Pequín (Xina): Sun Yat-sen, conegut habitualment a la Xina com a Sun Zhongshan, fou un estadista, líder revolucionari i polític xinès. És considerat el pare de la Xina moderna tant a la República Popular de la Xina, com a Taiwan (n. 1866)[28]
- 1935 - Nova York, Estats Units d'Amèrica: Mihajlo Pupin, físic i químic físic serbi i americà.
- 1942 - Londres, Regne Unit: William Henry Bragg: físic i químic anglès, Premi Nobel de Física de l'any 1915 (n. 1862)[29]
- 1955 - Nova York, Estats Units d'Amèrica: Charlie Parker, saxofonista de jazz estatunidenc.
- 1964, Ciutat de Mèxic, Luisa Carnés, escriptora i periodista espanyola de la Generació del 27, exiliada.[30]
- 1984 - Madrid: Juana Mordó, marxant d'art (n. 1899).[31]
- 1985 - Filadèlfia, Estats Units d'Amèrica: Eugene Ormandy, director d'orquestra hongarès (n. 1899).
- 1991 - Estocolm (Suècia): Ragnar Granit, neurofisiòleg suec, Premi Nobel de Medicina o Fisiologia de l'any 1967 (n. 1900).[32]
- 1999 - Berlín, Alemanya: Yehudi Menuhin, violinista i director d'orquestra jueu d'origen estatunidenc i nacionalitzat britànic (n. 1916).[33]
- 2003 - Belgrad, Sèrbia i Montenegro: Zoran Djindjic, primer ministre de Sèrbia, és assassinat (n. 1952).
- 2008 - Irun: Menchu Gal, pintora espanyola del s. XX, una de les principals artistes plàstiques de la postguerra.[34]
- 2009 - Lima (Perú): Blanca Varela Gonzales, poeta peruana, una de les veus poètiques més importants a Amèrica Llatina (n. 1926).[35]
- 2010 - Valladolid, Espanya: Miguel Delibes, escriptor i periodista.
- 2013 - Lari: Teresa Mattei, política i activista feminista italiana (n. 1921).[36]
- 2014 - Praga: Věra Chytilová, directora de cinema avantguardista txeca, pionera del cinema al seu país (n. 1929).[37]
- 2015 - Broad Chalke, Wiltshire: Terry Pratchett, escriptor anglès (n. 1948)[14]

## Festes i commemoracions
- Onomàstica: Innocenci I, papa; Maximilià de Theveste, militar màrtir (295); Teòfanes el Cronista, monjo; Lluís Orione, prevere salesià; Simeó Mamantis, monjo; Fina de San Gimignano, verge; venerable Carmen Albarracín Pascual, claretiana.